# Mohammed ben Aïcha
Pour les articles homonymes, voir Ibrahim.
Mohammed ben Youssef aussi connu comme ben Aïcha (XIe siècle - 1115) était un général berbère almoravide, fils de Youssef ben Tachfine. 

## Bioghraphie
Il a conquis Aledo et Mursiyya, où il a été nommé wali et qui a régné entre 1092 et 1115. Un groupe de valenciens notables, dirigé par le cadi Ibn Gahhaf, a proposé aux almoravides de renverser Yahya al-Qadir en 1092, mais toujours pour attaquer Danyiya , Xàtiva et Jazirat Xuqr n'ont pas atteint leur but, ni réussi à libérer la ville de Valence pendant le siège.
Il a dirigé son armée almoravide avec Abdallah ibn Fatima, gouverneur de Valence, dans la bataille d'Uclés, où ils ont été victorieux en 1108.
Une fois que la ville est tombée aux mains des Almoravides, il a commandé les forces almoravides qui ont quitté Balansiya en 1114 vers Llobregat dans l'une des offensives pour reprendre le terrain cédé aux chrétiens, mais ont été vaincus par Ramon Berenguer III et les hommes des comtés d'Urgell et de Cerdagne à la bataille de Martorell, où il a perdu la vue, et sûrement cette raison, le fait finir par se retirer en Afrique du Nord, à la cour de son frère l'émir Ali ibn Youssef.

## Sources
- Al-Bayan al-Mughrib, Ibn Idhari, Maison de la Culture, Beyrouth, troisième édition, 1983.
- Chronologie des califes et des rois d'Afrique et d'Espagne, Ibn al-Khatib, Première édition, Islamic Progress Press, Tunisie.
- Rawd al-Qirtas, Ibn Abi Zar, Publications de Dar Al-Mansour pour l'imprimerie et le papier, Rabat, Maroc, édition 1972.